# Otomental
Otomental è un manga shōjo creato da Mayumi Yokoyama e pubblicato in Giappone nel 2007 dalla Shogakukan su Betsucomi, che lo ha raccolto due Tankōbon.

## Trama
Otome, ragazza di paese che si iscrive al liceo Ranman, coltiva il sogno del primo grande amore. Trovare il ragazzo ideale non è però cosa semplice, soprattutto se amici d'infanzia "supercafoni" frequentano la tua stessa scuola e iniziano a pressarti per entrare nella loro gang. Questo manga ad ambientazione scolastica vede per cui le vicende di Otome, di Toyo, il suo "ragazzo", e i suoi amici d'infanzia.

## Personaggi
Otome Inazuma
Otome è una ragazza che vive nella sperduta donguriyama, una località termale, e fin dalle medie ha deciso che al liceo troverà l'amore. Lo trovera in Toyo, un ragazzo molto ambito e con una fama di "boss". vive in un albergo gestito da lei e dalla nonna (la madre è andata via anni fa per ritrovare il marito) ha un carattere molto maschiaccio e sa dare sonore sberle, spesso finisce per accapigliarsi con Misao.
Toyo Bito
il cosiddetto ragazzo di Otome, è un tipo molto bello e raffinato. viene considerato da tutti un "boss" molto pericoloso, ma in realtà ha una gran paura del dolore fisico, viene chiamato da Otome "il boss dei rimorchioni" perché organizza spesso appuntamenti per i suoi amici. dichiarerà molto difficilmente il suo amore per Otome, nascondendolo sotto i suoi comportamenti da pervertito. ha una passione per gli uccelli.
Tokio Bancho
migliore amico di Otome, si iscrive al liceo Ranman per diventare il nuovo "boss" senza sapere che in realtà il vero boss organizza solamente appuntamenti. vuole farsi notare a tutti i costi, attaccando briga anche con i più grandi e facendo finire Otome in situazioni imbarazzanti. Capirà di essere innamorato di Otome e glielo dichiarerà senza mezzi termini, baciandola per due volte e affrontando Toyo.
Misao Todoroki
una vecchia amica di infanzia di Toyo, innamorata di lui da tantissimo tempo. appena scopre che Otome sta insieme lui farà di tutto per farli lasciare. Utilizzando anche Tokio per raggiungere il suo scopo, riesce a far capire al ragazzo suoi sentimenti per Otome e fa in modo che Toyo veda i due baciarsi. Spesso lei e Otome finiscono per picchiarsi, ma nonostante hanno un rapporto di amicizia/odio.